# رامایانام
رامایانام یا رامایانا (تلوگو: రామాయణం) یک فیلم حماسی و درام تاریخی هندی به زبان تلوگو محصول ۱۹۹۷ به کارگردانی گوناشکار با بازی ان.تی راما رائو جونیور در نقش راما و اسمیتا مدهاو در نقش سیتا. این فیلم که بر اساس حماسه هندو رامایانا ساخته شده‌است.
این فیلم در ۱۱ آوریل ۱۹۹۷ اکران شد. و برنده جایزه ملی فیلم برای بهترین فیلم کودک و دو جایزه ناندی شد.

## خلاصه داستان
داستان به راما و شورش او علیه راوانا برای ربودن همسرش سیتا می‌پردازد.

## بازخوردها
پس از انتشار، این فیلم نقدهای مثبتی از منتقدان دریافت کرد.
این فیلم در سال ۱۹۹۷ جایزه فیلم ملی بهترین فیلم کودک را برای «ارائه حماسه کلاسیک هند در سبک روایتی سرگرم‌کننده با بازیگران کودکی که همه شخصیت‌های افسانه‌ای را با خیالی آسوده بازی می‌کنند» دریافت کرد.